# Castello di San Gaudenzio
Il Castello di San Gaudenzio è una fortificazione nel comune italiano di Cervesina, in provincia di Pavia. Posto nella parte di pianura Padana dell'Oltrepò Pavese non lontano dal torrente Staffora.

## Storia
La costruzione fu eretta probabilmente dai Visconti nel XIV secolo, l'aspetto attuale, che  testimonia la trasformazione da maniero di difesa a residenza, risale al XIV/XVII secolo. Nel Medioevo il borgo di San Gaudenzio era più importante di quello di Cervesina, essendo sede di pieve e castello. Al tempo della prevalenza dei Beccaria (una famiglia aristocratica di parte ghibellina di Pavia), si costituirono in feudo autonomo sotto un ramo della medesima famiglia, detto appunto "Beccaria di San Gaudenzio". Esso raggiunse il massimo potere nel XVI secolo, quando Matteo Beccaria divenne Marchese di Mortara; alla sua morte, non avendo avuto figli maschi, nel 1536 il feudo di San Gaudenzio e Cervesina fu ereditato dai Taverna di Milano, conti di Landriano, cui rimase fino alla fine del feudalesimo nel 1797. Il castello fu ristrutturato durante i secoli XVII e XX.

## Struttura

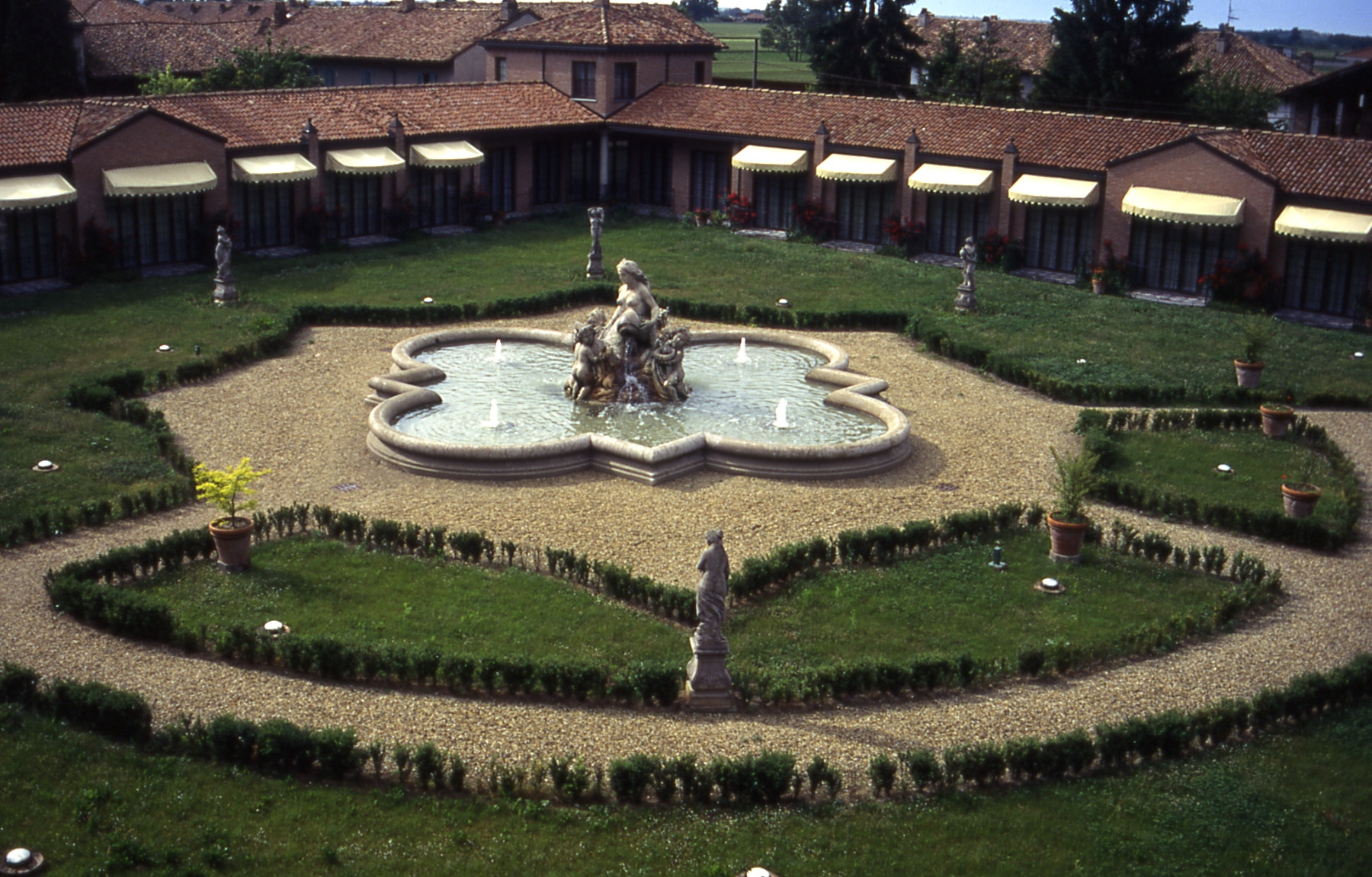
Il giardino

Il castello ha pianta quadrata con quattro torri angolari sempre a base quadrata e un piccolo cortile interno con pozzo. Presenta caratteristiche tipicamente viscontee, con finestre ad arco acuto nei corpi di fabbrica e sulle quattro torri d'angolo merlate. Affiancano il castello vari annessi e un ampio parco. Restaurato nel 1977 si trova in ottimo stato di conservazione e ospita una struttura alberghiera.